# Ізоелектричне фокусування
Ізоелектричне фокусування або електрофокусування — метод розділення молекул за значенням ізоелектричної точки (pI). Ізоелектричне фокусування є типом зонного електрофорезу і зазвичай виконувався в гелі, та засноване на факті, що заряд молекул змінюється із кислотністю (pH) середовища.
Молекули, призначені для ізоелектричного фокусування, додаються до середовища, що має градієнт значень pH (зазвичай створено ациклічними цвіттер-іонами). У цьому середовищі створюється електричне поле, що змушує заряджені частинки рухатися у намрямку електричного поля. Оскільки частинка рухається в гелі із змінним pH, її заряд змінюється, поки вона не досягне точки, в якій буде досягнута її ізоелектрична точка. У цей момент молекула більше не має електричного заряду (завдяки протонуванню та депротонуванню зв'язаних функціональних груп) і таким чином зупиняється на місці.
Метод часто застосовується при дослідженні білків, які розділяються, таким чином, засновуючись на відносному вмісті кислих та основних амінокислотних залишків, які впливають на значення pI. В цьому випадку використовується поліакриламідний, крохмалевий або агарозний гель. В цьому процесі зазвичай використовуються гелі з великими порами для усунення артефактів, викликаних різною швидкістю міграції білків в гелі. Ізоелектричне фокусування дозволяє розділення білків із різницею значення pI лише на 0,01. Часто це перший крок очищення білків, після чого використовуються інші методи, такі як SDS-PAGE, що розділює білки за їх молекулярною масою.